# Gretchen (álbum)
Gretchen é o quarto álbum de estúdio da cantora brasileira Gretchen, lançado em 1983. O Albúm foi produzido por Mister Sam e arranjado por  Eduardo Assad e Sivuca

## Faixas
Lado A
1. Melô Do Pata Pata (Aie So Mama Ie Pata Pata)	3:30
2. Ela Tem Raça, Charme, Talento E Gostosura	4:02
3. Veneno (Veneno)	3:48
4. Chá Chá Chá Boom Boom	4:44
5. Coochie-Coochie	3:15

Lado B
1. Baby (Baby)	2:45
2. Aerobic (Ginástica)	4:15
3. Toda Manana	4:16
4. Give Me Your Love	3:17
5. Super Sexy	3:44

Producer – 